# Destiny Rules
Destiny Rules è un video del gruppo rock anglo-americano Fleetwood Mac. Venne pubblicato in DVD nel 2004. Contiene un documentario che ripercorre la storia della band con interviste ai membri del gruppo e brani tratti dal loro repertorio.

## Formazione
- Mick Fleetwood: batteria
- John McVie: basso
- Stevie Nicks: voce
- Lindsey Buckingham: voce, chitarra